# Stenobatopsis
Stenobatopsis is een geslacht van wantsen uit de familie van de Gerridae (schaatsenrijders). Het geslacht werd voor het eerst wetenschappelijk beschreven door John T. Polhemus & Dan A. Polhemus in 1996.

## Soorten
Het genus bevat de volgende soorten:

- Stenobatopsis coronensis Zettel, 2004
- Stenobatopsis stygius J. Polhemus & D. Polhemus, 1996